# Gloria Gaynor
Gloria Gaynor (Newark, 7. rujna 1943. –) američka je pjevačica.
Najveću popularnost imala je u vremenu disca iz kojeg je vremena njena najuspješnija skladba "I Will Survive" (1978.), te "Let Me Know (I Have a Right)" (1979.), "I Am What I Am" (1983.), kao i obrada skladbe sastava The Jackson 5 "Never Can Say Goodbye" (1974.).
Dobitnica je dviju nagrada Grammy, i to za skladbu "I Will Survive" (1979.) te za album Testimony (2019.)

## Studijski albumi
- Never Can Say Goodbye (1975.)
- Experience Gloria Gaynor (1975.)
- I've Got You (1976.)
- Glorious (1977.)
- Gloria Gaynor's Park Avenue Sound (1978.)
- Love Tracks (1978.)
- I Have a Right (1979.)
- Stories (1980.)
- I Kinda Like Me (1981.)
- Gloria Gaynor (1982.)
- I Am Gloria Gaynor (1984.)
- The Power of Gloria Gaynor (1986.)
- Love Affair (1992.)
- I'll Be There (1994.)
- The Answer (1997.)
- I Wish You Love (2003.)
- I Will Survive (2013.)
- Testimony (2019.)

## Vanjske poveznice
- Službena stranica